# چیما دی کون (کوه سوئیس)
چیما دی کون (به لاتین: Cima dei Cogn) یک کوه در سوئیس است که در کانتون گراوبوندن واقع شده‌است. چیما دی کون ۳٬۰۶۳ متر بالاتر از سطح دریا واقع شده‌است.